# NGC 1264
NGC 1264 (również PGC 12270 lub UGC 2643) – galaktyka spiralna z poprzeczką (SBab), znajdująca się w gwiazdozbiorze Perseusza. Odkrył ją Guillaume Bigourdan 19 października 1884 roku. Należy do Gromady w Perseuszu.